# فرانسوا آراگو

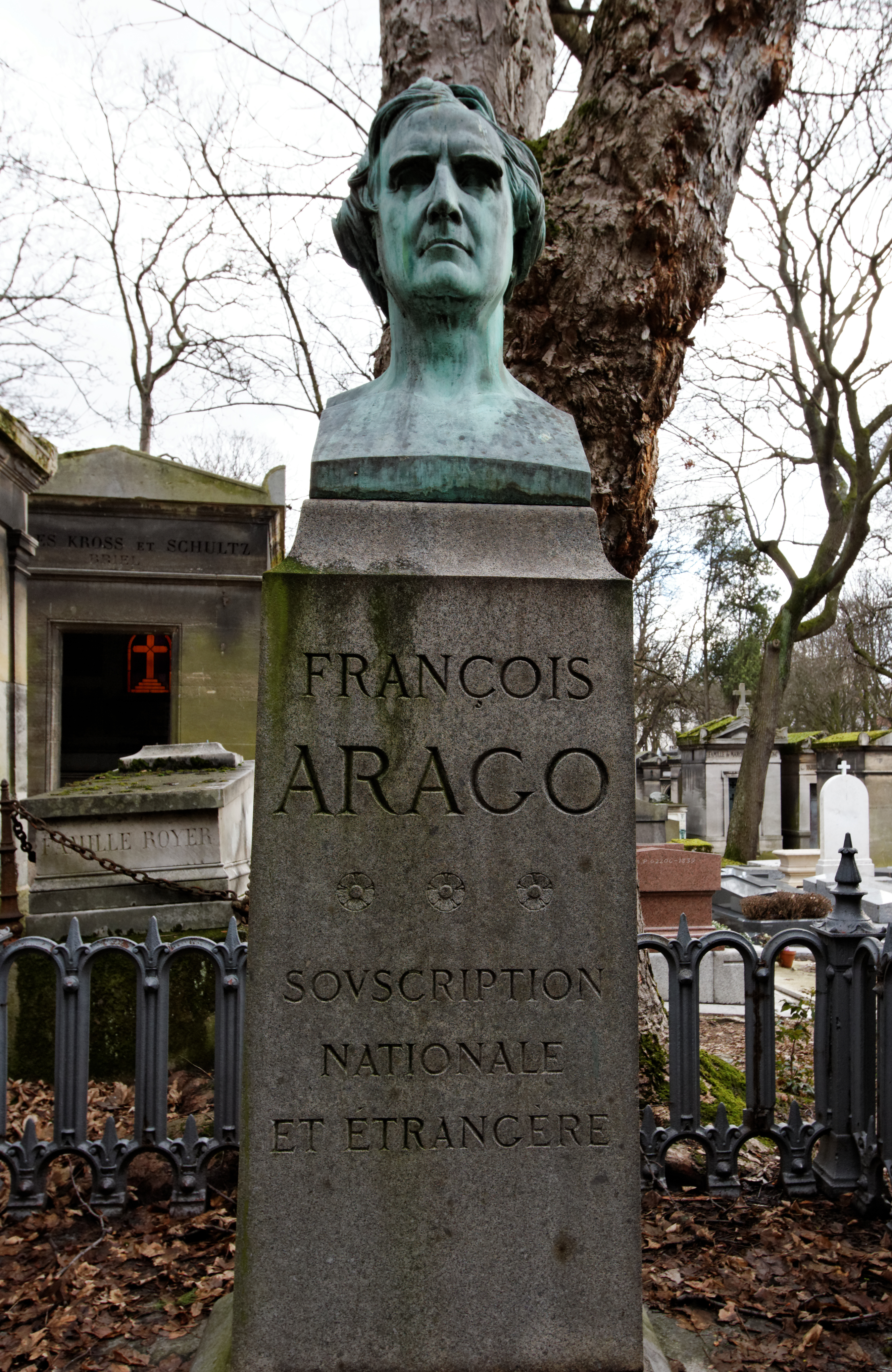

دومینیک فرانسوا آراگو (کاتالانی: Domènec Francesc Joan Aragó)، که صرفاً با عنوان «فرانسوا آراگو» شناخته می‌شود (۲۶ فوریه ۱۷۸۶ تا ۲ اکتبر ۱۸۵۳)، ریاضیدان، فیزیکدان، منجم، فراماسون، حامی انقلابات کاروناری و سیاستمدار بود.

## اوان زندگی و کار

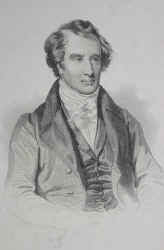
نگاره‌ای از فرانسوا آراگو

آراگو در استاگل، روستای کوچک ۳۰۰۰‏ نفری نزدیک پرپینیان در دپارتمان پیرنه-اورینتال فرانسه به دنیا آمد، جایی که پدر او سمت خزانه داری مینت را برعهده داشت. والدین او فرانسوا بوناونچر آراگو (۱۷۵۴–۱۸۱۴) و ماریه آراگو (۱۷۵۵–۱۸۵۶) بودند.
آراگو مسن‌ترین نفر از چهار برادر این خانواده بود. جین (۱۷۸۸–۱۸۳۶) به آمریکای شمالی مهاجرت کرد و در ارتش مکزیکی تبدیل به ژنرال شد. ژاک اتین ویکتور (۱۷۹۹–۱۸۵۵) در سفر اکتشافی لوئیس دی فریسینت در اورانی از ۱۸۱۷ تا ۱۸۲۱ میلادی شرکت کرد و در بازگشتش به فرانسه، خود را وقف روزنامه‌نگاری و درام کرد. گفته می‌شود که برادر چهارم یعنی اتین وینسنت (۱۸۰۲–۱۸۵۵)همراه با انوره دو بولزاک در وارث بیراگ از ۱۸۲۲ تا ۱۸۴۷ همکاری کرده و تعداد زیادی از قطعات دراماتیک سبک را اغلب در این همکاری نگاشته‌است.
فرانسوا آراگو که از خود ذوق نظامی قاطعانه‌ای بروز داده بود، به کالج شهری پرپینه رهسپار شد که در آنجا شروع به مطالعه ریاضیات به منظور آماده‌سازی جهت آزمون ورودی مدرسه پلی‌تکنیک نمود. طی دو و نیم سال، در تمام موضوعات مربوط به آزمون مسلط شده و حتی بیش از آن را نیز مطالعه نمود و سپس جهت آزمون به تولوز رفت، او آزمون گیرنده خود را به خاطر دانشش نسبت به لاگرانژ متحیر کرد.
در خواخر ۱۸۰۳ میلادی، آراگو وارد مدرسه پلی‌کنیک پاریس شد، اما ظاهراً اساتید آنجا را در سهم دهی دانش یا داشتن نظام آکادمیک ناتوان یافت. خدمات توپخانه از آرزوهای او بود و در ۱۸۰۴ میلادی از طریق توصیه نامه سیمون پواسون، انتصاب مشاوره در رصدخانهٔ پاریس را دریافت نمود. او اکنون با پیر-سیمون لاپلاس آشنا شده و از طریق نفوذ او با ژان باتیست بیو جهت تکمیل قوس نصف النهار آشنا شد که توسط دالامبر آغاز شده بود و پس از مرگ پیر مشن در ۱۸۰۴ متوقف شد (نصف النحار دالامبر و مشن). آراگو و بیوت پاریس را در ۱۸۰۶ میلادی ترک کرده و عملیاتی را در طول کوه‌های اسپانیا آغاز کرد. بیو پس از تعیین طول جغرافیایی فرمنترا به پاریس بازگشت. فرمنترا جنوبی‌ترین نقطه‌ای بود که باید وسایل جمع‌آوری اطلاعات را می‌بردند. آراگو تا ۱۸۰۹ میلادی کارش را ادامه داد، هدف او اندازه‌گیری قوس نصف النهار جهت تعیین طول دقیق یک متر بود.
پس از جدایی بیوت، خروش سیاسی ناشی از ورود فرانسه به اسپانیا به جزایر بالئاری نیز گسترش یافته و جمعیت نسبت به تحرکات آراگو مشکوک شده و روشن کردن آتش توسط او بر روی تپه گالاتزو (Mola de l'Esclop) را به عنوان فعالیت جاسوسی برای ارتش متخاصم تلقی کردند. واکنش آن‌ها چنان بود که مجبور شد خود را جهت زندانی شدن در دژ بلور در ژوئن ۱۸۰۸ میلادی تسلیم کند. در ۲۸ ژوئیه از جزیره و از طریق قایق ماهیگیری فرار کرده و پس از سفر کاوشی موفقیت‌آمیزاز طریق دریا در ۳ اوت به الجزیره رسید. از آنجا راهی به به مارسی از طریق یک کشتی در ۱۶ اوت پیدا کرد، با نزدیک شدن کشتی به نزدیکی مارسی، کشتی به دست دزدان دریایی افتاد. آراگو به همراه باقی خدمه کشتی به رسس برده شد، ابتدا در یک آسیاب بادی زندانی شده و سپس به دژی فرستاده شد تا زمانی که شهرک به دست فرانسوی‌ها افتاد، در آن زمان زندانیان به پالامس منتقل شدند.
پس از سه ماه زندانی بودن، آراگو و سایرین در قبال درخواست دایی الجزیره آزاد شده و مجدداً به مقصد مارسی در ۲۸ نوامبر حرکت کرد، اما در آن زمان هنگامی که بندرشان قابل رؤیت بود، توسط بادی از سوی شمال به بجایه در ساحل آفریقا عقب کشیده شدند. انتقال به الجزیره توسط دریا از این مکان موجب سه ماه تأخیر گشت؛ لذا آراگو توسط یک عادب مسلمان به روی خشکی کشانده شد و در روز کریسمس به مقصد رسید. پس از شش ماه در الجزیه، مجدداً در ۲۱ ژوئن ۱۸۰۹ میلادی به مقصد مارسی به سوی دریا رفت که مجبور شد در لازارتو تحت قرنطینهٔ یکنواخت، خسته کننده و ناخوشایندی قبل از پایان سختی‌هایش قرار گیرد. اولین نامه‌ای که در لازارتو دریافت کرد از سوی الکساندر فون هومبولت بود و این جریان منشأ ارتباطی بود که از زبان خود آراگو «به مدت چهار سال طول کشید، بدون اینکه حتی لحظه‌ای ابرها آن را مخدوش کنند.»

## مطالعات علمی
آراگو در حفظ بایگانی جمع‌آوری داده‌هایش موفق بود و اولین کنش او در بازگشت به خانه، ذخیره این بایگانی‌ها در بورو دس لانگیتودز پاریس بود. اوبه عنوان پاداشی بر ماجراجویی‌های خویش، به عنوان عضوی از آکادمی علوم فرانسه در اوایل سن ۲۳ سالگی شد و قبل از بسته شدن آن در ۱۸۰۹ میلادی، به عنوان مشاور مدرسه پلی تکنیک انتخاب شده و از گاسپارد مونگه که در کرسی هندسه تحلیلی فعال بود پیشی گرفت. در همان زمان از او به عنوان امپراتور اول منجمین در رصدخانه پاریس نام برده شد که در این سمت تا زمان مرگش باقی ماند. در همین ظرفیت بود که سری درسنامه‌های مشهورش را در زمینه نجوم منتشر ساخت که از ۱۸۱۲ تا ۱۸۴۵ میلادی ادامه داشت.
در ۱۸۱۸ یا ۱۸۱۹ میلادی به همراه بیوت جهت اجرای عملیات زمین‌سنجی روی سواحل فرانسه، انگلستان و اسکاتلند رهسپار شد. او طول آونگ ثانیه‌ها را در لیت، اسکاتلند و در جزایر شتلند آندازه‌گیری کرد، نتایج مشاهدات در۱۸۲۱ میلادی همراه با مشاهدات صورت پذیرفته در اسپانیا منتشر ساخت. آراگو بلافاصله پس از آن به عنوان عضو بورو دس لانگیتیودزانتخاب شد و در هر کدام از سالنامه‌های آن به مدت حدود ۲۲ سال و همچنین در خبرنامه‌های علمی مهم در ارتباط با نجوم و هواشناسی و گاهی در مهندسی عمران و همچنین شرح حال آکادمی مشارکت داشت.
اولین تحقیقات آراگودر رابطه با فشار جریان در دماهای مختلف و همچنین سرعت صوت از ۱۸۱۸ تا ۱۸۲۲ میلادی بود. مشاهدات مغناطیسی او اغلب از ۱۸۲۳ تا ۱۸۲۶ میلادی صورت گرفته‌است. او مغناطیس دورانی را کشف کرد، که به آن دوران‌های آراگو نیز می‌گویند و این حقیقت که اجسام می‌توانند مغناطیسه شوند؛ این کشفیات توسط مایکل فارادی تکمیل و توضیح داده شدند.
آراگو به گرمی از نظریات نورشناختی آگوستن-ژان فرنل حمایت کرده و با مشاهده چیزی که اکنون به لکه آراگو معروف است، در تأیید نظریه موجی نور فرنل کمک کرد. این دو فیلسوف با هم آن آزمایش‌ها را در رابطه با قطبش نور انجام دادند که منجر به تداخل با نوسانات اتر درخشانی شد که در جهت عرضی نسبت به جهت حرکت قرار داشته و قطبش آن شامل تفکیک جبهه مستقیم الخط به مؤلفاتی در زوایای قائمه نسبت به یکدیگر شد. سپس اختراع قطبش‌سنج و کشف قطبش دورانی نیز کار او بود. همچنین اولین صافی قطبش را در ۱۸۱۲ میلادی اختراع نمود. او اولین کسی بود که قطبش‌سنجی یک شهابسنگ را مشاهده کرده و نور قطبیده را از دم شهاب بزرگ ۱۸۱۹ کشف نمود.
ایده کلی تعیین تجربی سرعت نور به روشی که بعدها تحت تأثیر ایپولیت فیزو و لئون فوکو قرار داشت، توسط آراگو در ۱۸۳۸ میلادی پیشنهاد شد، اما افول بینایی چشمانش مانع از ترتیب جزئیات یا ایجاد آزمایش‌های تجربی گشت.
شهرت آراگو به عنوان آزمایشگر و کاشف، عمدتاً مرتبط با مشارکت‌های او بر مغناطیسم در کشف مشترک با لئون فوکو در رابطه با جریان ادی (جریان گردابی)، و همچنین بیشتر به دلیل نورشناسی است. او نشان داده‌است که یک سوزن مغناطیسی که مجبور به نوسان تحت سطوح غیرمتخلخلمانند آب، شیشه، مس و … می‌شود، با نزدیک شدن به آن سطح، شدت نوسان‌هایش با سرعت بیشتری افت می‌کند. این کشف که موجب کسب مدال کاپلی جامعه سلطنتی در ۱۸۲۵ میلادی توسط او شد، به دنبال خود کشف دیگری را به ارمغان آورد که:دوران صفحه مسی، تمایل به رابطه داشتن با سوزن مغناطیسی آویزان از آن را داشته که به آن «مغناطیسم دوران» نیز گفته می‌شود، اما (بعد از توضیحات فارادی در ۱۸۳۲ میلادی: 283 ) اکنون به این پدیده جریان ادی گفته می‌شود. آراگو همچنین تا حدی به این دلیل که رابطه‌ای را میان شفق قطبی و نوسانات عناصر مغناطیسی کشف کرد، شناخته شده‌است. در ۱۸۲۷ میلادی او به عنوان عضو شریک در مؤسسه سلطنتی هلند انتخاب شد که در ۱۸۵۱ میلادی تبدیل به «آکادمی هنر و علوم سلطنتی هلند» شده و مبدل به یک عضو خارجی شد. در ۱۸۲۸ میلادی، او به عنوان عضو خارجی آکادمی سوئدی علوم شد.
در نورشناسی، آراگو نه تنها کشفیات مهمی را خود صورت داد، بلکه اعتبار تحریک نبوغ ژان-آگوستین فرنل نیز به او نسبت داده می‌شود، فرنلی که تاریخچه زندگیش‌اش همراه با اتین-لویی ملوس و توماس یانگ در هم تنیده شده‌است.
به مدت کوتاهی پس از آغاز سده ۱۹ میلادی، زحمات حداقل سه فیلسوف، دکترین نظریه موجی نور را شکل دادند. فرنل همجهت با این نظریه استدلال می‌آورد که مورد پسند لاپلاس، پواسون و بیو، قهرمانان نظریه انتشار قرار نگرفت. اما آن‌ها به گرمی از سوی هومبولدت و آراگو حمایت شدند، این دو کسانی بودند که توسط آکادمی جهت گزارش در مورد مقاله گماشته شده بودند. این رویداد موجب ایجاد رابطه صمیمانه دوستی بین آراگو و فرنل شده و همتشان را جهت پیشبرد قوانین بنیادی قطبش نور راسخ ساخت. در نتیجه این کار، آراگو یک قطبش‌بین (پلاریسکوپ) ساخت که جهت برخی از مشاهدات در رابطه با قطبش نور آسمان مورد استفاده واقع شد. همچنین او قدرت قطبش دورانی حاصل از کوارتز را کشف کرد.
در میان مشارکت‌های متعدد آراگو در جهت پشتیبانی از فرضیه موجی، experimentumcrucis که پیشنهاد نمود تا به‌طور مستقیم سرعت نور را در هوا، آب و شیشه اندازه بگیرد، موقعیت برجسته‌تری دارد. در رابطه با نظریه انتشار، سرعت باید با افزایش چگالی محیط واسطه، شتاب بیشتری گیرد؛ در نظریه موجی، این سرعت باید کمتر شود. در ۱۸۳۸ میلادی، او با آکادمی ارتباط برقرار کرده و جزئیات دستگاهش را بیان نمود که از آینه‌های بازتاب دهنده‌ای که چارلز ویتستون در ۱۸۳۵ میلادی جهت اندازه‌گیری سرعت تخلیه بار الکتریکی استفاده می‌کرد، استفاده می‌نمود؛ اما به دلیل مراقبت بسیار زیادی که جهت انجام پروژه نیاز بود، و همچنین به دلیل زحماتی که در انقلاب ۱۸۴۸ میلادی برای او پیش آمد، در بهار ۱۸۵۰ میلادی بود که او توانست این ایده‌ها را در معرض آزمایش قرار داده و سپس در همین زمان بود که بینایی او ناگهان از بین رفت. با این حال قبل از مرگش، کاهش سرعت نور در محیط‌های چگال‌تر توسط آزمایش‌های فیزاو و فکولت اثبات شد، این‌ها بودند که جزئیات این رویداد را طبق برنامه پیشنهاد شدهٔ او ارتقاء داده و ارائه نمودند.

## سیاست و میراث
در ۱۸۳۰ میلادی، آراگو که همیشه بینش‌های لیبرال خود را در ارتباط با جمهوری بیان می‌نمود، به عنوان عضو اتاق قائم مقامان دپارتمان پیرنه-اورینتال انتخاب شده و استعدادهای خود را در راه فصاحت و دانش علمی در رابطه با تمامی سؤالات مربوط به آموزش عمومی، پاداش مخترعین و تشویق علوم مکانیکی و عملیبه کار بست. بسیاری از معتبرترین تجارت‌های ملی مربوط به این دوره، مدیون دفاعیات او از چنین مواردیست: چون اهداء جایزه به لوئی داگر جهت اختراع عکاسی، گرنت برای انتشار آثار فرما و لاپلاس، تصاحب موزه کلانی، توسعه راه‌آهن و تلگراف الکتریکی، ارتقاء رنیله. آراگو در ۱۸۳۹ میلادی، اختراع عکاسی را به شنوندگان حیرت‌زده، در جلسه مشترکی با آکادمی‌های هنر و علوم گزارش نمود.
در ۱۸۳۰ میلادی، آراگو همچنین به عنوان هدایتگر رصدخانه و عضو اتاق نایبان، قادر بود تا گرنت‌های مالی را جهت بازسازی و افزودن به ابزارآلات مهم به کار برد. در همان سال، او همچنین به عنوان مشاور دائمی آکادمی علوم، موقعیت ژوزف فوریه، انتخاب شد. آراگو با خدماتش و دوستانی که ایجاد نمود، برای او و خود سابقه جهانی ایجاد نمود. او در موقعیت مشاور، مدح‌های تاریخی در رابطه با اعضای فوت شده، جزو وظایف او بوده و برای این وظیفه، سرعت و تسهیل تفکرش و شادی او از سبک طعنه زنی و دانش گسترده‌اش، به طرز عجیبی او را مناسب این وظیفه کرده بود. او به عنوان یک عضو افتخاری خارجی از آکادمی آمریکایی هنر و علوم در ۱۸۳۲ میلادی انتخاب شد.
در ۱۸۳۴ میلادی، آراگو مجدداً اسکاتلند را ملاقات کرده و در گردهمایی انجمن بریتانیایی در ادینبرگ شرکت نمود. از این زمان تا ۱۸۴۸ میلادی او زندگی آرام و ساکتی داشت – گرچه که به کار در آکادمی و رصدخانه جهت انجام خدمات متعدد در تمامی دپارتمان‌های علوم فیزیکی نیز همزمان ادامه داد، اما با افو لوئی فیلیپ، رصدخانه را ترک کرده تا به دولت مشروطه بپیوندد (۲۴ فوریه ۱۸۴۸). او برای انجام دو عملکرد مهم مورد اعتماد واقع شد، عملکردهایی که تا قبل آن هیچگاه یکجا به یک نفر واگذار نشده بودند، یعنی وزارت دریا و مستعمرات (۲۴ فوریه ۱۸۴۸ تا ۱۱ می ۱۸۴۸) و وزارت جنگ (۵ آوریل ۱۸۴۸ تا ۱۱ می ۱۸۴۸)؛ در مسئولیت اول، نسبت‌ها را در نیروی دریایی ارتقاء داده و شلاق زدن را منسوخ ساخت. همچنین قسم‌های سیاسی از تمام انواع را منسوخ کرده و در تضاد با منافع مالی، در الغای برده‌داری در مستعمرات فرانسه به موفقیت رسید.
در ۱۰ می ۱۸۴۸، آراگو به عنوان عضو کمیسیون اجرایی قدرت، یک پیکره حاکمه در جمهوری فرانسوی انتخاب گردید. او در کمیسیون قدرت اجرایی (۱۱ می ۱۸۴۸) به ریاست منصوب شد و در این ظرفیت به عنوان رئیس مشروطه حکومت تا ۲۴ ژوئن ۱۸۴۸ خدمت نمود، زمانی که استعفای دسته جمعی کمیسیون به مجلس مؤسسان ملی فرستاده شد. در آغاز می ۱۸۵۲، هنگامی که دولت لوئی ناپلئونالزام بر قسم وفاداری نسبت به تمام کارکردها را اجرا نمود، آراگو به صورت قطعی سرباز زده و استعفا از سمتش به عنوان منجم در بورو دو لانگیتیودز را ارسال نمود. با این حال، شاهزاده از پذیرش آن سرباز زده و «استثنا به نفع دانشمندی که آثارش بر فرانسه جلوه افکنده و تلخکامی ساختن وجودش در حکومت موجب پشیمانیست».
دماغه گرگوری در ارگن به نام کاپتان کوک در ۱۲ مارس ۱۷۷۸، به نام سنت گرگوری نامگذاری شد که قدیس آن دوران بود، سپس به دماغه آراگو تغییرنام یافت.

## سال‌های پایانی
آراگو تا پایان جمهوری‌خواهی باقی ماند و پس از کودتای ۱۸۵۲، گرچه که از دیابت رنج برده و سپس دچار بیماری برایت شد، ورم نیز عارضش گشته و از سمتش به عنوان منجم استعفا داده و این کار را بر قسم وفاداری ترجیح داد. ناپلئون سوم رهنمودهایی را ارائه نمود که براساس آن، مرد مسن به هیچ عنوان اذیت نشده و باید در گفتار خود آزاد بوده و هرکاری خواست بکند. در تابستان ۱۸۵۳ آراگو به توصیه پزشکانش که به او اثرات هوای محلی را توصیه می‌نمودند، به شرق پیرنه رفت، اما غیر مؤثر بوده و در پاریس فوت کرد. قبر او در قبرستان مشهور پر-لاشر در پاریس قرار دارد. آراگو یک آتئیست بود.

## موارد نامگذاری شده به نامش
- انجمن مطالعاتی فیزیک کاربردی دانشگاه توئنته به نام آراگو نامگذاری شده‌است.
- نام او یکی از ۷۲ نام حکاکی شده در برج ایفل است.
- کمربند بیرونی اصلی ۱۰۰۵ آراگو، یکی از حلقه‌های داخلی نپتون، دهانه ماه آراگو به علاوه دهانه مریخی آراگو به افتخار او نامگذاری شده‌اند.[۱۴]
- دو کشتی کابری به نام او نامگذاری شده‌اند، «فرانسوا آراگو» در ۱۸۸۲ و «آراگو» در ۱۹۱۴/۱۹۳۱.